# Página de código 852
Página de código 852 (CP 852, IBM 852, OEM 852) é uma página de código para ser utilizada no sistema operacional MS-DOS com línguas da Europa Central que utilizam o alfabeto latino (como o polonês, romeno, bósnio, croata, húngaro, checo e eslovaco).